# Monte Coglians
O Monte Coglians (língua friulana: Coliàns; em alemão:  Hohe Warte) é uma montanha dos Alpes Cárnicos, na fronteira entre a Itália (província de Udine) e a Áustria (Caríntia, a oeste do passo de montanha de Monte Croce Carnico (Plöckenpass). Tem 2780 m de altitude, e é o ponto mais alto da região italiana de Friuli-Venezia Giulia.
O monte Coglians, tal como todos os da sua cordilheira, é caracterizado pela topografia kárstica.

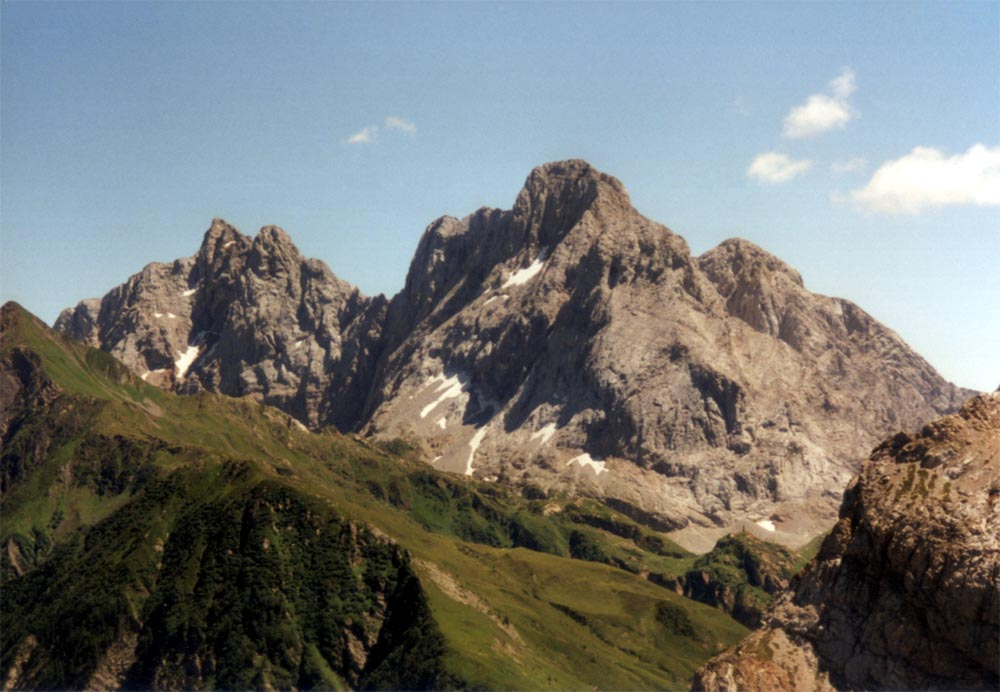
Coglians visto de noroeste